# Hannibal Mejbri
Hannibal Mejbri (ur. 21 stycznia 2003 w Ivry-sur-Seine) – tunezyjski piłkarz pochodzenia francuskiego, występujący na pozycji pomocnika w Burnley. Reprezentant Tunezji. Srebrny medalista Pucharu Narodów Arabskich 2021. Uczestnik Pucharu Narodów Afryki 2022 i Mistrzostw Świata 2022.

## Kariera klubowa
Mejbri w swojej karierze juniorskiej grał w takich klubach jak: Paris FC, INF Clairefontaine, AC Boulogne-Billancourt i AS Monaco. W 2019 roku przeniósł się do Manchesteru United. W seniorskiej piłce zadebiutował 23 maja 2021 roku w wygranym 1:2 meczu przeciwko Wolverhampton Wanderers, zmieniając w 82 minucie spotkania Juana Matę.
29 sierpnia 2022 roku udał się na roczne wypożyczenie do Birmingham City.
Pierwszą bramkę dla Manchesteru United zdobył 16 września 2023 roku w przegranym 1:3 spotkaniu przeciwko Brighton & Hove Albion.
W styczniu 2024 roku trafił na półroczne wypożyczenie do hiszpańskiego klubu Sevilla.
28 sierpnia 2024 roku podpisał kontrakt z Burnley.

## Kariera reprezentacyjna
Mejbri ma za sobą grę w młodzieżowych kadrach Francji, z czasem jednak zdecydował się reprezentować kraj swojego pochodzenia, Tunezję. W reprezentacji Tunezji zadebiutował 5 czerwca 2021 roku w wygranym 1:0 meczu przeciwko reprezentacji Demokratycznej Republiki Konga, zmieniając w 46 minucie spotkania Youssefa Msakniego.

## Statystyki kariery
(aktualne na dzień 28 sierpnia 2024)
| Klub                   | Sezon              | Liga               | Liga  | Liga   | Puchar krajowy | Puchar krajowy | Puchar ligi | Puchar ligi | Europa | Europa | Inne  | Inne   | Suma  | Suma   |
| Klub                   | Sezon              | Liga               | Mecze | Bramki | Mecze          | Bramki         | Mecze       | Bramki      | Mecze  | Bramki | Mecze | Bramki | Mecze | Bramki |
| ---------------------- | ------------------ | ------------------ | ----- | ------ | -------------- | -------------- | ----------- | ----------- | ------ | ------ | ----- | ------ | ----- | ------ |
| Manchester United      | 2020/21            | Premier League     | 1     | 0      | 0              | 0              | 0           | 0           | 0      | 0      | –     | –      | 1     | 0      |
| Manchester United      | 2021/22            | Premier League     | 2     | 0      | 0              | 0              | 0           | 0           | 0      | 0      | –     | –      | 2     | 0      |
| Birmingham City (wyp.) | 2022/23            | Championship       | 38    | 1      | 3              | 0              | –           | –           | –      | –      | –     | –      | 41    | 1      |
| Manchester United      | 2023/24            | Premier League     | 5     | 1      | 1              | 0              | 2           | 0           | 2      | 0      | –     | –      | 10    | 1      |
| Sevilla (wyp.)         | 2023/24            | Primera División   | 6     | 0      | 0              | 0              | –           | –           | –      | –      | –     | –      | 6     | 0      |
| Burnley                | 2024/25            | Championship       | 0     | 0      | 0              | 0              | 0           | 0           | –      | –      | –     | –      | 0     | 0      |
| Ogólnie w karierze     | Ogólnie w karierze | Ogólnie w karierze | 52    | 2      | 4              | 0              | 2           | 0           | 2      | 0      | 0     | 0      | 60    | 2      |